# Kalcium-szulfid
A kalcium-szulfid egy szervetlen vegyület, az összegképlete CaS. Fehér színű, szilárd vegyület. Vízben rosszul oldódik. A nátrium-kloridéhoz hasonló kockarácsot alkot. Ha nehézfémekkel (például rézzel, bizmuttal) szennyezett kalcium-szulfidot megvilágítanak, egy ideig fluoreszkál a sötétben.

## Kémiai tulajdonságai
Víz hatására lassan hidrolizál. A reakcióban vízben oldódó kalcium-hidrogén-szulfid keletkezik.
{\displaystyle \mathrm {2\ CaS+2\ H_{2}O\rightarrow Ca(SH)_{2}+Ca(OH)_{2}} }
Zárt edényben eltartható, de normál levegőn lassan bomlik. A bomlás során kén-hidrogén fejlődik, ez okozza a vegyület szagát.
{\displaystyle \mathrm {CaS+CO_{2}+H_{2}O\rightarrow CaCO_{3}+H_{2}S} }
Feloldóik híg savakban, ekkor kén-hidrogén fejlődik.

## Előállítása
A kalcium-szulfid kalcium-szulfátból állítható elő, szénnel hevítve.
{\displaystyle \mathrm {CaSO_{4}+2\ C\rightarrow CaS+2\ CO_{2}} }

## Felhasználása
Világító festékek készítésére, illetve a bőriparban bőrök szőrtelenítésére használják.